# Joséphin Péladan
Joséphin Péladan (Lyon, 28 de marzo de 1858-Neuilly-sur-Seine, 27 de junio de 1918) fue un escritor y ocultista francés. Se había atribuido a sí mismo el título nobiliario de Sar.

## Biografía
Surgido de una familia de agricultores y comerciantes, Joséphin Péladan era el hijo de Louis-Adrien Péladan, un periodista activo de La France Littéraire, fundador de La Semaine Religieuse «El Semanario Religioso», y de Joséphine Vaquier. Su hermano mayor, Adrien, quien llegará a convertirse en gran médico y erudito, le introduce, desde muy temprana edad, en el campo del saber cultivándolo con todo tipo de conocimientos, así mismo, comienza desde niño a realizar viajes a Aviñón o Nîmes, lo cual le confiere un espíritu sagaz e independiente que en no pocas circunstancias le acarreó ciertos problemas y discrepancias, entre ellas, el haber sido rechazado por el liceo por haber abochornado a un profesor calificándolo de ateo, luego de haber asistido a un pequeño seminario en Nîmes.[cita requerida]
Se emplea en una reconocida casa de crédito de París. Viaja a Roma y a Florencia donde se apasiona por el arte del Quattrocento y especialmente por Leonardo da Vinci. De regreso a París, publica una noticia titulada Le Chemin de Damas y conoce al artista Arsène Houssaye. Se reencuentra con Léon Bloy y Paul Bourget y entusiasma a Jules Barbey d'Aurevilly para que redacte el prefacio para su novela Le Vice Suprême (1884) «El Vicio Supremo», un libro extraño, amasijo de romanticismo y ocultismo, donde se pone en escena la lucha de fuerzas secretas que se ensañan en destruir la humanidad y que resolutamente toma una postura contraria al naturalismo de Émile Zola. En cuanto a dicho autor Péladan dirá: "Ce porc-zola, ce porceau qui est en même temps un âne" «Ese puerco-zola, ese cerdillo que es asno al mismo tiempo».[cita requerida]
Este manifiesto le abre las puertas de los cenáculos literarios al joven autor de veintiséis años de edad. Su originalidad agrada pero su exaltación hace sonreír a la crítica. Jean Lorrain lo apodaba "Le pélican blanc" «El pelícano blanco» y algunos otros calificativos más o menos ridículos. Rodolphe Salis va mucho más allá con estos calificativos que llegan a ser verdaderos improperios, lo que le vale verse perseguido en muchas ocasiones por el afectado. Se enfada con Léon Bloy. Pasa dos días en prisión por negligencia en la regularización de sus documentos militares y comienza a publicar un gran número de obras.[cita requerida]
En 1888, publica su libro más conocido, Istar, engalanándose con el pomposo título de Sar y con el apellido babilónico «Mérodack». Se describe «ataviado con un albornoz negro de pelo de camello filamentado con hilos de oro, en terciopelo azul envejecido, dándole de coces a un gamo, y, tal como Absalón, melenudo [...] la barba ungida con aceite de cedro». Sin modestia alguna, afirmaba: «He conquistado, sólo a fuerza de talento, quizás de genio, el derecho a mi plena facultad de pensamiento, completamente, y ante todos. He amado consecutivamente durante seis mil noches a la lengua francesa; de manera tal, que puedo expresar cualquier cosa en ella».[cita requerida]
Cuando se apasiona por el famoso compositor Richard Wagner, desembarca en Bayreuth vestido con una traje blanco, una túnica azul claro, una chorrera de encaje y botas de piel de gacela, además un paraguas retenido a un costado por un talabarte. Si bien la viuda de Wagner no lo recibe con tales fachas, esto no le impide publicar más adelante las óperas de Wagner en francés con sus respectivas anotaciones «de manera terapéutica para desintoxicar a Francia de su materialismo».[cita requerida]
En 1888, Péladan llega a ser el cofundador junto a Stanislas de Guaita de la Orden Cabalística de la Rosa-Cruz (Orden Rosacruz) Entre los miembros de dicha orden, se pueden destacar algunos nombres que han pasado a la posteridad: Papus, Erik Satie, y Claude Debussy. Poniendo como pretexto la refutación de la magia operativa, se separa del grupo en 1891 para fundar luego la Orden Rusacruz Católica y Estética del Templo y del Grial. Al año siguiente, organiza el primer Salon de la Rose+Croix del 10 de marzo al 10 de abril de 1892 en la célebre galería parisina Durand-Ruel : «Este día, el Ideal tuvo su templo y sus caballeros, y nosotros, Cadáveres de lo Bello, fuimos a llevar a Nôtre-Dame, a los pies de nuestro Soberano Jesús, el homenaje del templo y las genuflexiones de la Rosa-cruz» Fue un gran éxito. Sesenta artistas participaron en el evento y alrededor de veintemil parisinos fueron a verlo, al compás del preludio del Parsifal interpretado con trompetas. En los años siguientes, se organizaron un total de seis Salones de la Rosa-Cruz, cada uno de ellos dedicado a un dios caldeo. Tras el último Salón de 1897, y a pesar del enorme éxito y buena acogida por parte del público, la Orden de Jósephin Péladan se disolvió y los Salones de la Rosa-Cruz pasaron a formar parte de la historia.
Péladan, ante todo, creía en la religión de la belleza, la cual envolvía en volutas de incienso de misticismo oriental. Abicionaba erradicar la fealdad del mundo moderno, la cual, a sus ojos, se encarnaba en el judaísmo especulador y el laicismo masónico.

Incursiona en el teatro con Babilonia (1895), El Príncipe de Bizancio (1896) luego El Hijo de las Estrellas (1898) y una trilogía, La Prometeida, que procuraba ser la continuación del Prometeo de Esquilo. Sus fastidiosas tragedias comprendían un fárrago de pintura, música, y un escenario rimbombante donde Babilonia y Jesucristo, por ejemplo, se veían sujetas a una ambición teatral completamente anticipada, por lo cual, nunca tuvieron éxito alguno. Produjo innumerables opúsculos de crítica de arte, contribuyendo, de esta forma, en dar a conocer en Francia la obra de una gran cantidad de artistas, relevante entre estos resulta Del Andrógino, dedicado a la obra de Leonardo da Vinci, donde hace críticas muy agudas, aunque muchas veces se ven ofuscadas por centenares de páginas de huera elucubración.
Finalmente, Péladan renuncia a sus excesos, en cuanto a su vestimenta, y se dedica por entero a la "veneración" de su segunda mujer; Christiane Taylor, viviendo a duras penas de las críticas de arte «Que la antigua ironía de los tontos impedía hacer notar» (Henry Bordeaux). En 1908 recibe el premio Charles Blanc de La Academia Francesa. Muere en 1918 casi olvidado.

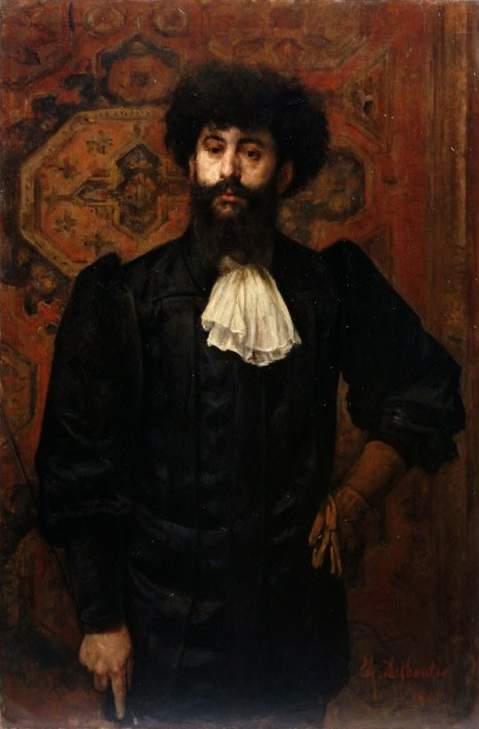
Joséphin Péladan, retrato de Marcellin Desboutin de 1891.

## Obras
- La filosofía de LEONARDO DA VINCI según sus manuscritos, Ensayo, Stalker Editor (2007)
- El Vicio Supremo, Novela, 1884
- Curioso, 1885
- La Iniciación Sentimental, 1887
- Istar,1888
- Cómo volverse mago, 1891
- El Andrógino, 1891. (Sobre el andrógino: Teoría plástica. Terradas: Wunderkammer. 2019. ISBN 9788494972522.)
- Babilonia, tragedia, 1895
- El Príncipe de Bizancio, tragedia, 1903
- Edipo y la Esfinge, tragedia en prosa, 1904
- La última lección de Leonardo da Vinci, Ensayo, 1904
- Semíramis, tragedia en prosa, 1904
- La lave de Rabelais, 1905
- De Parsifal a Don Quijote, Ensayo, 1906
- La Doctrina de Dante, 1908
- Franz Hals, Goupil & Cie, Paris, 1912